# Masanori Higashikawa
Masanori Higashikawa (東川昌典?, Higashikawa Masanori; Prefettura di Ishikawa, 30 settembre 1964) è un ex calciatore giapponese, di ruolo difensore.

## Carriera
Durante la sua carriera agonistica ha militato nel Júbilo Iwata e nell'Honda FC.